# Heleni
Els heleni, helens o helenis foren una tribu galaica, d'origen gal o celta, que es creu situada a la zona de l'actual Galícia, a la Península Ibèrica, documentada per l'historiador romà Plini el Vell, del segle I, als qui va denominar heleni, en llatí, i que haurien donat nom a una ciutat anomenada Helenos. Aquesta tribu també és esmentada ja per l'historiador grec, del segle I, Estrabó, a la seva Geografia Plini situa els heleni al sud de la tribu dels cileni o cilens, detallant la seva frontera nord al riu Lérez, que forma la ria de Pontevedra, i els seus límits al sud a la ria de Vigo.